# Nagybarca
Nagybarca là một thị trấn thuộc hạt Borsod-Abaúj-Zemplén, Hungary. Thị trấn này có diện tích 14,39 km², dân số năm 2010 là 1085 người, mật độ 75 người/km².